# Gut Renkhausen

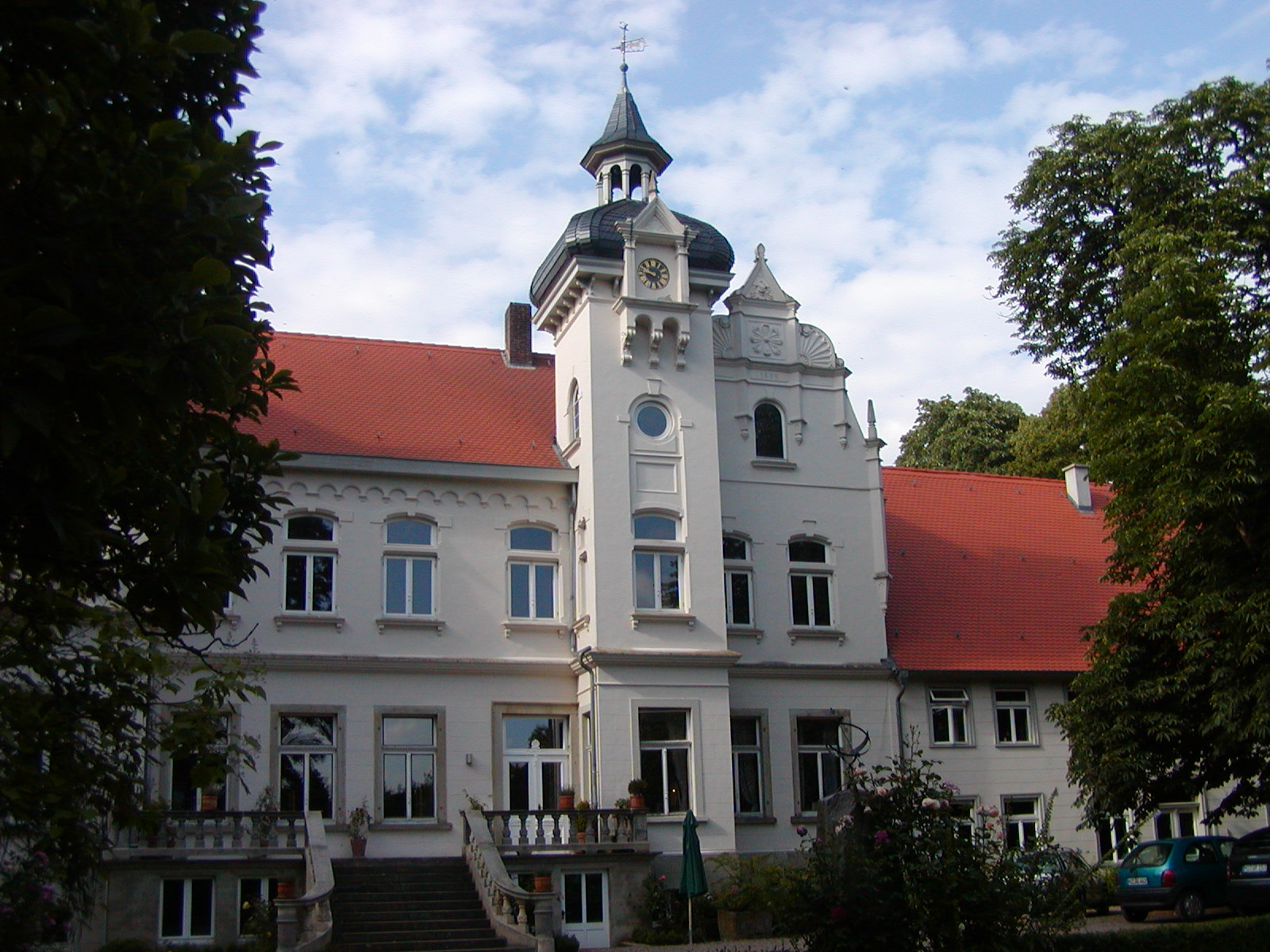
Das Herrenhaus Gut Renkhausen von Süden her

Das Gut Renkhausen ist ein Herrenhaus im Stadtteil Gehlenbeck der Stadt Lübbecke zwischen Wiehengebirge und Mittellandkanal im nordrhein-westfälischen Kreis Minden-Lübbecke in Deutschland.

## Geschichte
Das Gut steht auf den Mauern einer alten Wasserburg und wurde 1278 erstmals urkundlich erwähnt. Zwischen 1543 und 1817 sind fünf adlige Familien als Eigentümer verzeichnet. Durch die Heirat der Sophia Charlotte Klenke von Renckhausen mit Benjamin von Mentzingen (1648–1723), Hofmeister und Geheimer Rat in Stuttgart, kam es zeitweilig auch in den Besitz der badischen Herren von Mentzingen. 1817 wurde das Gut von der Familie Stille aus Lübbecke erworben, die es um 1960 veräußerte. Aktueller Besitzer ist die Familie Warneke.
Die heutige Bausubstanz entstand im 18. Jahrhundert. Ursprünglich in Fachwerkbauweise errichtet, wurde das Gut 1896 in ein villenartiges Herrenhaus im Stil der Neorenaissance umgebaut.

## Heutige Nutzung

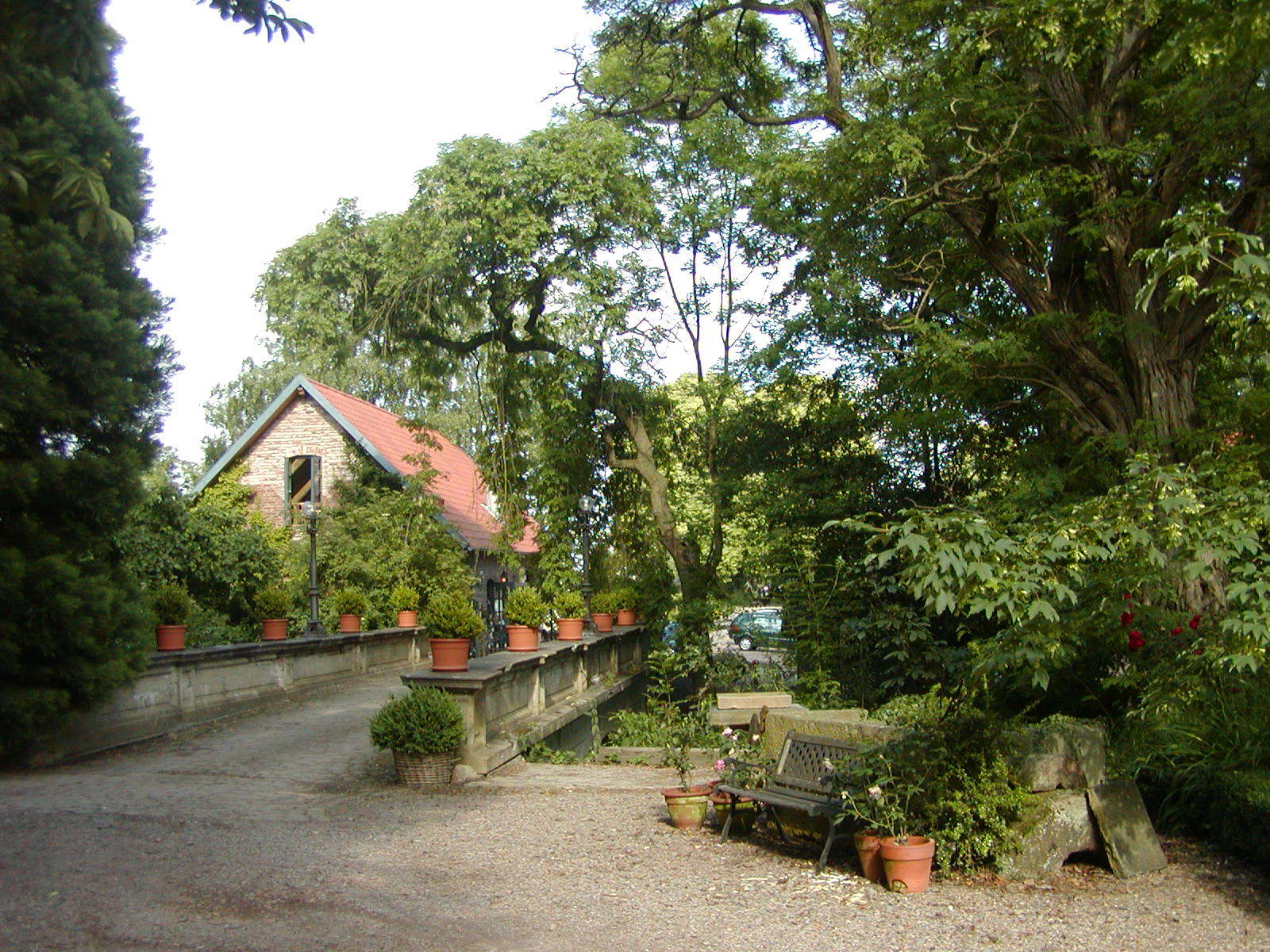
Kleiner Stall

Das Gut befindet sich seit mehr als hundert Jahren in Familienbesitz. Es wurde in den letzten Jahren aufwändig saniert und wird nach wie vor landwirtschaftlich zusammen mit den Gütern Crollage und Hudenbeck genutzt.
Neben der landwirtschaftlichen Nutzung kann man sich in den Räumlichkeiten standesamtlich trauen lassen und die festlichen Räume für Gesellschaften nutzen.
Das „Café im kleinen Stall“ wurde gern als Ausgangspunkt für Radtouren in das Große Torfmoor oder am Mittellandkanal genutzt, ist aber inzwischen geschlossen. Zahlreiche Mühlen der Westfälischen Mühlenstraße liegen in unmittelbarer Nachbarschaft.
Im Jahr 2004 fand der Bundesentscheid im Leistungspflügen mit Teilnehmern aus dem gesamten Bundesgebiet hier statt.